# آخال‌سوپلی (ازورگتی)
آخال‌سوپلی (گرجی: ახალსოფელი) یک روستا در شهرداری ازورگتی ناحیه گوریا در غرب گرجستان است.